# 石田礼助
石田 礼助（いしだ れいすけ、1886年（明治19年）2月20日 - 1978年（昭和53年）7月27日）は、日本の実業家。
三井物産代表取締役社長・日本国有鉄道総裁。本名・石田 禮助（読みは同じ）。

## 経歴
1886年（明治19年）2月20日、静岡県賀茂郡松崎町の漁師の家に生まれた。麻布中学校を経て、1907年（明治40年）に東京高等商業学校（のちの一橋大学）を卒業し、三井物産に入社。
1933年（昭和8年）同社取締役、1936年（昭和11年）常務取締役、1939年（昭和14年）代表取締役社長に就任。石田は取締役に就任するまで、シアトル、ボンベイ、大連、カルカッタ、ニューヨークの各支店長を歴任した。大連支店長時代には大豆の取引で巨利を得て、ニューヨーク支店長時代には、錫の取引で再び成功を収めた。
1941年10月16日、日米関係が悪化する中で、面識のある高松宮から昭和天皇に戦争回避を訴えてもらおうと試み、高松宮に面会を求めて2時間にわたって開戦阻止を陳情した。これが大問題となり、三井物産に辞表を出して退社した。同社退社後、1942年（昭和17年）には産業設備営団顧問に就任。1943年（昭和18年）に交易営団が設立されると総裁に就任したが、戦後に公職追放となったため、国府津へ移り住んだ。1956年（昭和31年）十河信二の依頼で、国鉄監査委員長となり、1963年（昭和38年）経営再建のために国鉄総裁に就任する。「人の値打ちを役所に決めてもらうのはたまらん」と勲一等叙勲を辞退。
1978年（昭和53年）7月27日、92歳で死去。墓は鎌倉円覚寺にある。

## 国鉄総裁への転身
1956年（昭和31年）、十河信二の依頼で日本国有鉄道監査委員長として実業界に復帰。その後国鉄諮問委員を務める。1963年（昭和38年）、国鉄総裁の起用にあたり、財界人の抜擢に執念を燃やす当時の池田勇人首相からの依頼により、十河の後任として第5代国鉄総裁に就任した。池田が財界人の起用にこだわったのは、当時池田の対中接近などで政敵になっていた佐藤栄作の国鉄への影響力を絶ち、公共企業体としての明朗な国鉄カラーを取り戻し、国鉄経営に民営色を強め、思い切った経営合理化を実施しようと考えたからであった。
在任中は、自ら「ヤング・ソルジャー」と称して「公職は奉仕すべきもの、したがって総裁報酬は返上する」と宣言し、国民の支持を得た。当初は月10万円だけ貰っていた。さらに鶴見事故の発生後は、給料を1円も受け取らず、1年あたり洋酒1本を受け取ったという。また国会質疑でも数々の発言を残している。国労と直接交渉したり、「黒い霧事件」の際は国鉄幹部に『接待ゴルフはやめなさい』とたしなめるなど、財界出身ながらも国鉄内部に対して堂々と意見を発した。
総裁在任中の1964年（昭和39年）10月1日に東海道新幹線が開通し、石田は開通式でテープカットを行っている。「赤字83線」廃止提言や名神ハイウェイバス参入など国鉄の経営合理化に取り組み、国鉄経営に民間企業の経営方針の導入を試行した。“パブリックサービス”の概念を徹底させ、「持たせ切り」を禁止した。また、運賃制度にモノクラス制を導入し一等車・二等車の呼称をグリーン車・普通車に変更させた。1965年には国鉄スワローズ（現：東京ヤクルトスワローズ）の経営権を産経新聞社・フジテレビへ譲渡している。鶴見事故後の安全対策や連絡船の近代化、通勤五方面作戦の推進にも着手。一部で「このような大規模投資は利益に直結しない」と批判されたが「降り掛かる火の粉は払わにゃならぬ」と反論。東海道新幹線に続いて山陽新幹線の建設に着手したが、二期目の途中、昭和43年（1968年）10月に行われた大規模ダイヤ改正（ヨンサントオ）では当初廃止が予定されていた東京駅～大阪駅運転の夜行普通列車143・144列車を廃止を惜しむ世論を酌み、東京駅～大垣駅間に短縮した上での急行形電車化で運転を存続させることを決定。この普通列車は、のちの快速「ムーンライトながら」の先駆となった。1969年5月の運賃値上げ法成立の直後、高齢を理由に総裁辞任。多くの職員に見送られて国鉄本社を去った。後任には副総裁磯崎叡が就任した。

## 人物像

### 城山三郎による伝記
城山三郎の小説『粗にして野だが卑ではない―石田礼助の生涯 (ISBN 4167139189)』は彼の半生記である。題名の「粗にして野だが卑ではない」とは、石田が国鉄総裁に就任した後、国会での初登院で言った言葉である。初登院に際しては「国鉄が今日の様な状態になったのは、諸君（国会議員）たちにも責任がある」と痛烈かつ率直に発言。議員達は「無礼者め！」と怒り心頭になったり、発言に呆れ返ったりと様々な反応だったという。他には、国会答弁での「人命を預かる鉄道員と、たばこ巻きの専売が同じ給料なのはおかしい」など、発言をめぐるエピソードには事欠かず、城山はそれらを好意的に描いている。また、鶴見事故が起きた際、石田は「白髪を振り乱し」「嗚咽で弔辞も読めなかった」とのことで、情に厚いことが窺える。

### 新幹線に対する姿勢
新幹線に対しては、冷ややかな側面もあった。「俺はこんなものは嫌いだ。危険な物を（前任の十河総裁から）押し付けられ迷惑している」と発言したことがある。また、高橋団吉著の『新幹線をつくった男 島秀雄物語』では、総裁就任して間もない1963年6月に行われた高松宮一家を率いた鴨宮モデル線における試乗会の場で、「まだ試運転の段階で皇族の方々を乗せて走らせるなど、もし脱線したら危険じゃないか。」と発言した事で、主催者として出席していた島秀雄元技師長と口論となった事が記されている。峯崎淳は『建設業界』に連載した国鉄の伝記で石田の姿を批判的に描き「新幹線が世界の鉄道史上どれほど重要な意味を持つことになるかなど少しも理解していなかった」「新幹線操業開始の式典に十河を招待しようとすらしていない。相場師には国士十河の志はわからなかったのである。」と書いている。なお上述の城山の伝記では開業の式典には招待したものの十河の側から辞退したと言うことになっていることを付記しておく。
また、上記のように在任中に山陽新幹線を着工したが、当時策定の進められていた新全国総合開発計画に向けて話題となっていた全国への新幹線網の拡充には国鉄の経営面への影響から慎重な姿勢を取った。退任直前の1969年3月の衆議院運輸委員会では、新幹線の建設には輸送力に見合った輸送需要があるかが問題であると述べた上で、独立採算経営という枠のある国鉄では新たな新幹線建設は困難で、もし自分がやるとすれば政府の勘定においてやると答弁している。国家事業として新幹線建設を可能にした全国新幹線鉄道整備法が成立したのは、石田が総裁を退任した翌年のことである。

### 国鉄投資に対する評価
石田時代に実施された第三次長期計画に対しても評価は分かれている。この計画では既に一部着手されていた動力近代化計画や五方面作戦もこれらの一環として組み込まれ、投資対象が拡大された。通勤投資について、石田自身は十河時代、つまり高度経済成長前半期の昭和30年代に監査委員に就いていたが、この時の経験を次のように述べている。
峯崎は副総裁に磯崎叡を登用し、磯崎の意思でこれらが促進された面や第三次長期計画を実行して赤字を悪化させた面を捉えて批判している第三次長期計画を実行したことへの批判は峯崎が参考にしている大野光基もその著書で同様のスタンスを取っていたものだが、後に国鉄分割民営化において国鉄内部の三羽烏と目された葛西敬之は著書で石田を「名総裁であると思う」と評し、同計画により国鉄設備の近代化が促進されたことにも肯定的である。

### 鉄道に対する歴史認識
ここで述べるのはあくまで鉄道史に対しての歴史認識である。
1966年2月26日、参議院運輸委員会において上述のような国鉄投資について議論が及んだ際、公明党の浅井議員は石田に対し「国鉄は戦争で壊滅的打撃を受けたが、これに対して、充分な復興措置が取られたのか」と質問した。
石田は「進駐軍は国鉄に対して全く理解が無かった。鉄道は斜陽産業であり、これからは自動車の時代だというのが、進駐軍の考え方だった。このため国鉄の輸送力増強は日本経済の発展に立ち遅れた」と説明した。青木慶一は自民党の機関誌において「二人とも嘘をついている。第一に日本の国鉄は、第二次世界大戦で潰滅的打撃を受けた事実が無い。第二に米軍を主力とする日本占領連合軍は、その総司令部（いわゆるGHQ）の権威を持つ示達を以って自動車時代を日本国政府に強要した事実は無い」「日本国鉄の輸送力が貧弱である現状を、その原因が米軍乃至米国に在ると称して、罪を米人に転嫁しようとしている」と2人を批判している。空襲について、青木は損害を受けていることは認め、経済安定本部が取りまとめた一覧表も提示しているが、輸送能力を維持したことを説明した。なお、青木は鉄道斜陽論に反対の立場で、道路族や投資に無理解だとして社会党を批判しており、第三次長期計画には極めて肯定的である旨を述べている。

## 演じた俳優
- 河村弘二 - 「海峡｣（1982年・東宝）－青函トンネル事業を描いた作品。
- 高橋昌也 - 「新幹線をつくった男たち｣（2004年・テレビ東京）－東海道新幹線開業までの苦闘を描いた作品。